# شیرجه در المپیک تابستانی ۱۹۲۰ – سکوی ۱۰ متر مردان
سکوی ۱۰ متر مردان یکی از پنج رویداد شیرجه در برنامه شیرجه بازی‌های المپیک تابستانی ۱۹۲۰ بود این رقابت در روز یکشنبه ۲۸ اوت ۱۹۲۰ (دور نخست) و روز دوشنبه ۲۹ اوت ۱۹۲۰ (دور نهایی) برگزار شد.

### نهایی
دوشنبه، ۲۹ اوت ۱۹۲۰:
| مقام | شیرجه‌رو               | امتیازات | Score  |
| ---- | --------------------- | -------- | ------ |
| 1    | کلارنس پینکستون (USA) | ۷        | ۵۰۳٫۳۰ |
| 2    | اریک آدلرز (SWE)      | ۱۰       | ۴۹۵٫۴۰ |
| 3    | هال هایگ پریست (USA)  | ۱۶       | ۴۶۸٫۶۵ |
| 4    | گوستاف بلومگرن (SWE)  | ۲۳       | ۴۵۳٫۸۰ |
| 5    | Yngve Johnson (SWE)   | ۲۷       | ۴۲۴٫۰۰ |
| 6    | لوئیس بالباخ (USA)    | ۲۸       | ۴۲۴٫۰۰ |
| 7    | Adolfo Wellisch (BRA) | ۲۹       | ۴۲۳٫۸۰ |